# Creature with the Atom Brain
Creature with the Atom Brain was een Belgische indierockband uit Antwerpen. De band werd gevormd door toetsenist Aldo Struyf (die tevens speelt met de band Millionaire), drummer Michael Lawrence, bassist Jan Wygers en gitarist Michiel Van Cleuvenbergen. De naam is geleend van een nummer van Roky Erickson, die het op zijn beurt overnam van de gelijknamige film uit 1955.
Na twee ep's bij Conspiracy Records gaf de band zijn eerste complete album uit in maart 2008, I am the Golden Gate Bridge. Het album bevat enkele duetten met Tim Vanhamel van Millionaire en Mark Lanegan. Om het album te promoten trad 'Creature with the Atom Brain' sindsdien geregeld op, onder ander met Masters Of Reality en The Jesus and Mary Chain.
In de daarop volgende jaren volgden nog 2 albums en verschillende tournees in het voorprogramma van Mark Lanegan. Het artwork van de LP The Birds Fly Low uit 2012, geïllustreerd door Sven Rayen, won een MIA in de categorie Artwork.
In 2015 kondigde stichtend lid Aldo Struyf aan dat hij de groep zou opdoeken en dat nog één laatste album zou worden uitgebracht, Night Of The Hunter. Die plaat nam hij grotendeels alleen op, vergezeld van gastbijdragen van onder andere Tom Barman, Danny Devos, Alain Johannes, Tim Vanhamel en Mark Lanegan.

## Discografie

### Ep's
- The Snake (2005)
- Kill The Snake (2006)

### Albums
- I Am The Golden Gate Bridge (2008)
- Transylvania (2009)
- The Birds Fly Low (2012)
- Night Of The Hunter (2015)